# Медисън (окръг, Охайо)
Окръг Медисън (на английски: Madison County) е окръг в щата Охайо, Съединени американски щати. Площта му е 1207 km², а населението - 40 213 души (2000). Административен център е град Лъндън.